# گنگوینو
گنگوینو (به لاتین: Gniewino) یک روستا در لهستان است که در گمینا گنگوینو واقع شده‌است. گنگوینو ۱۷۶٫۲ کیلومتر مربع مساحت و ۱٬۷۱۰ نفر جمعیت دارد.

## نگارخانه

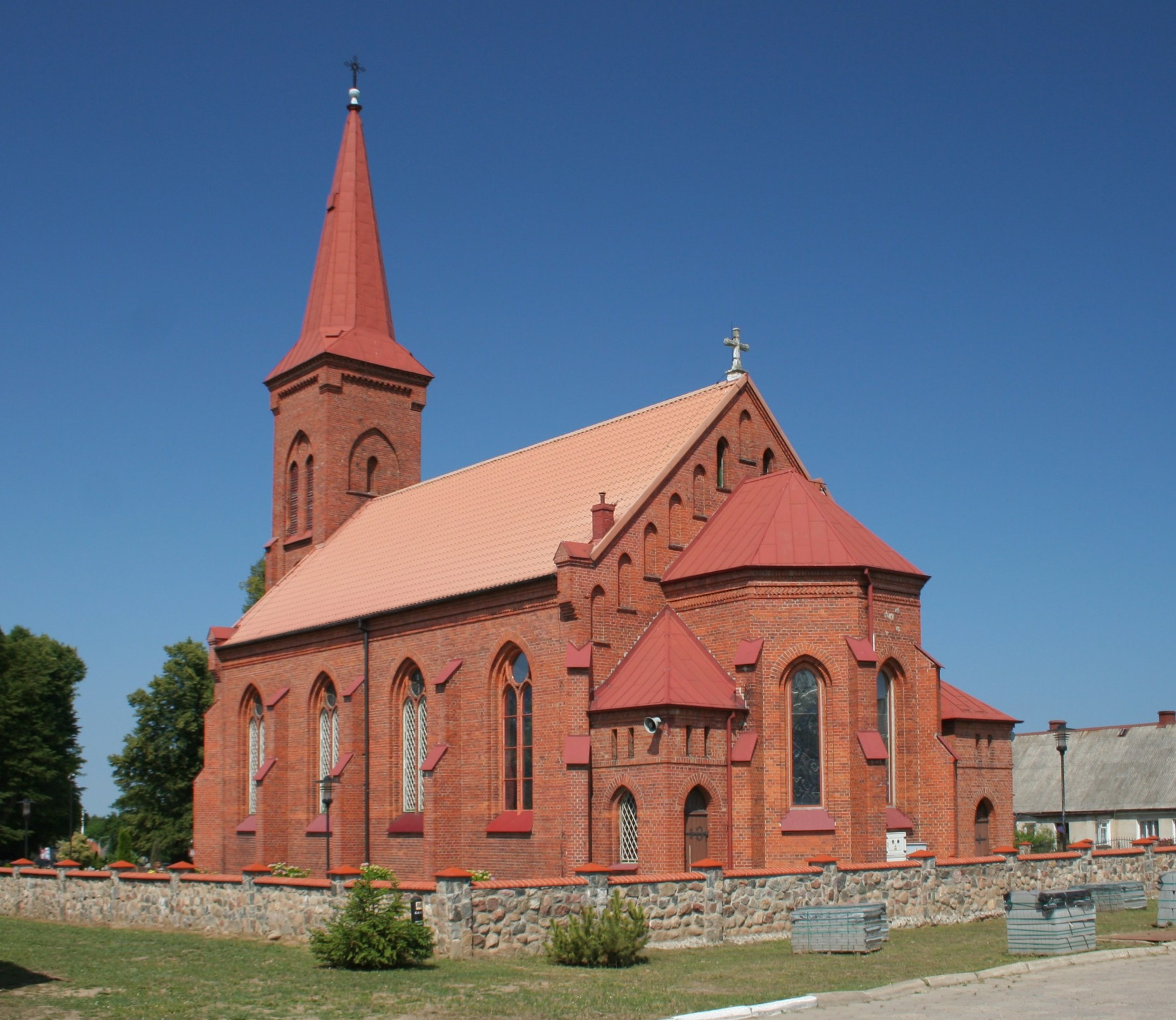
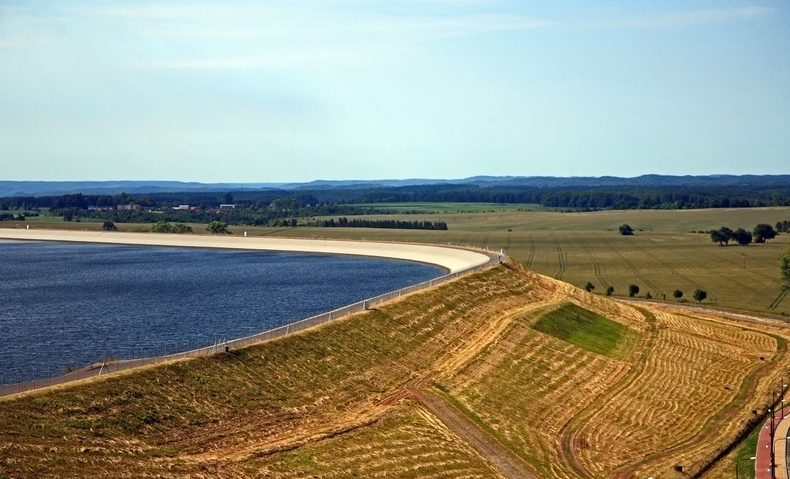
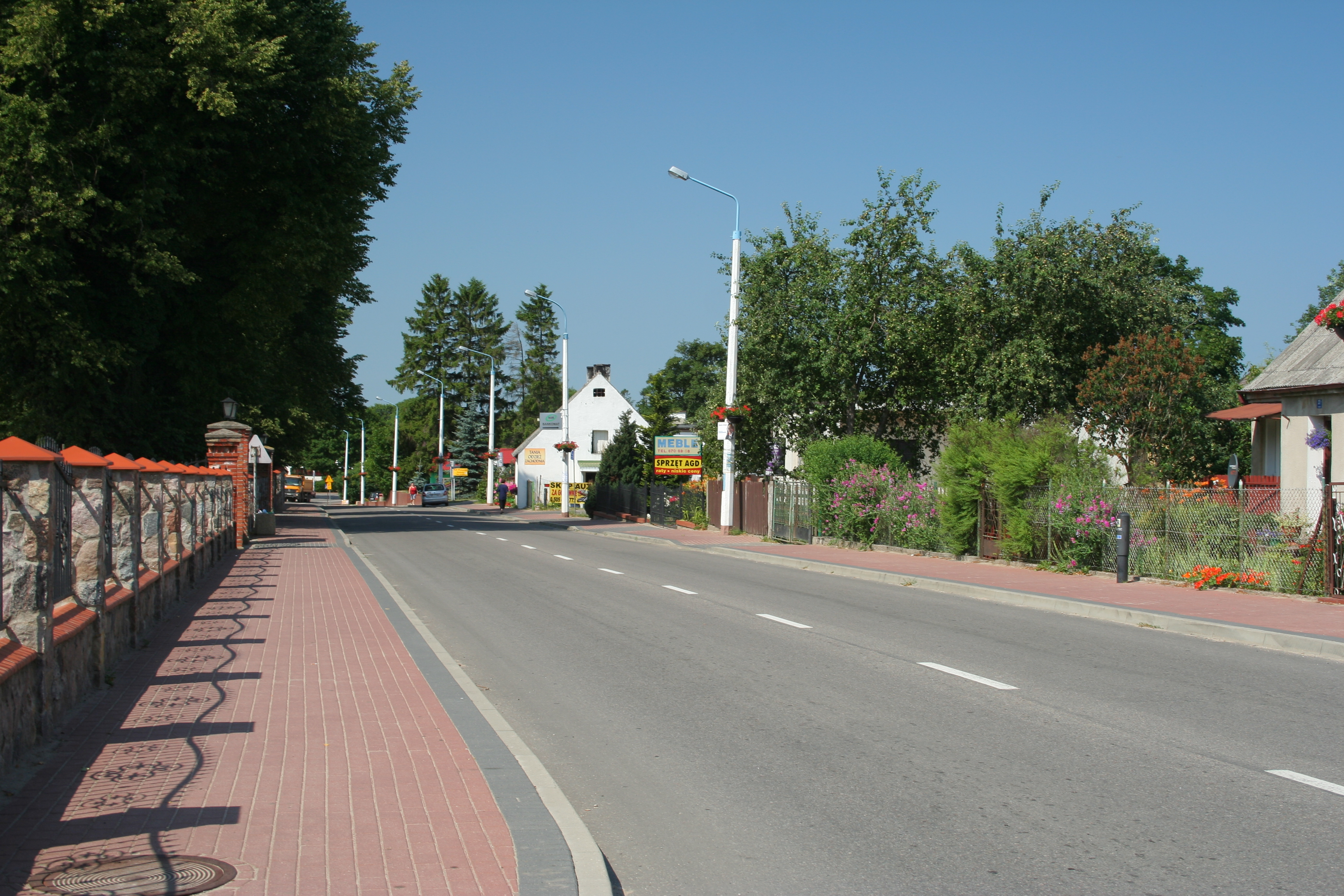
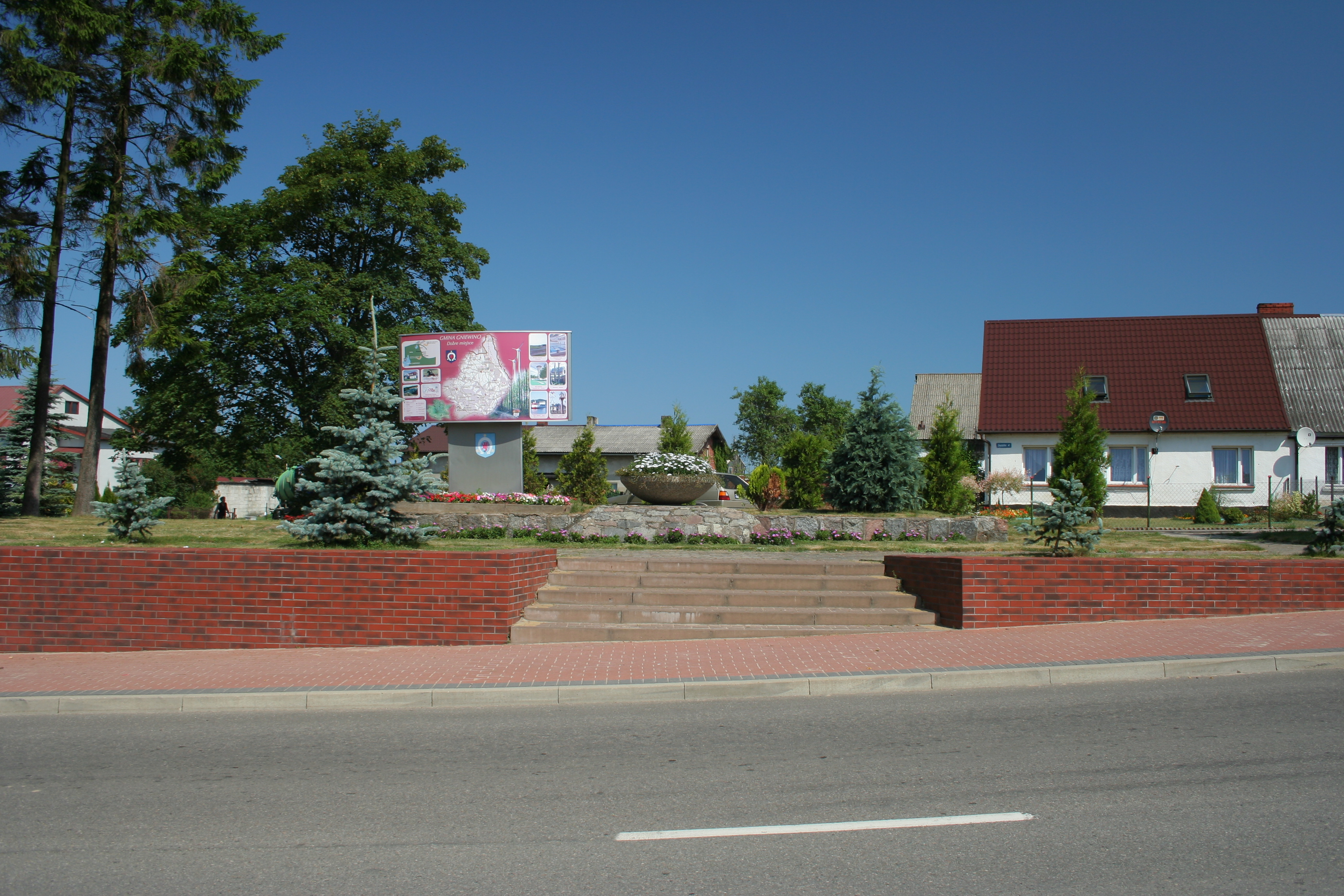
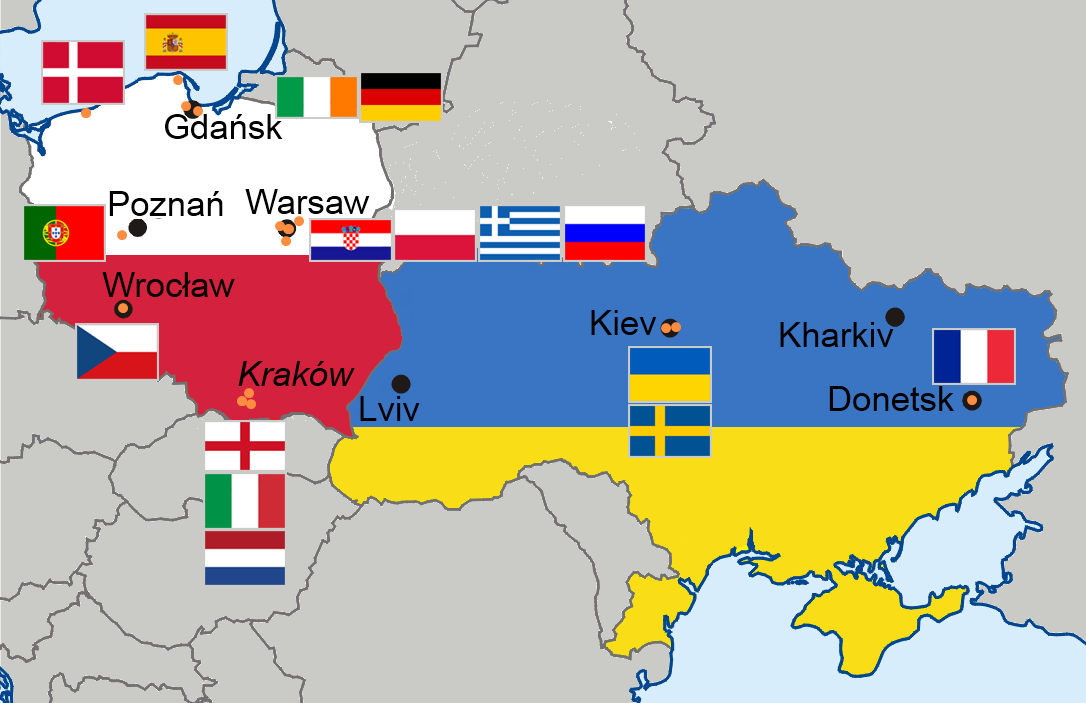
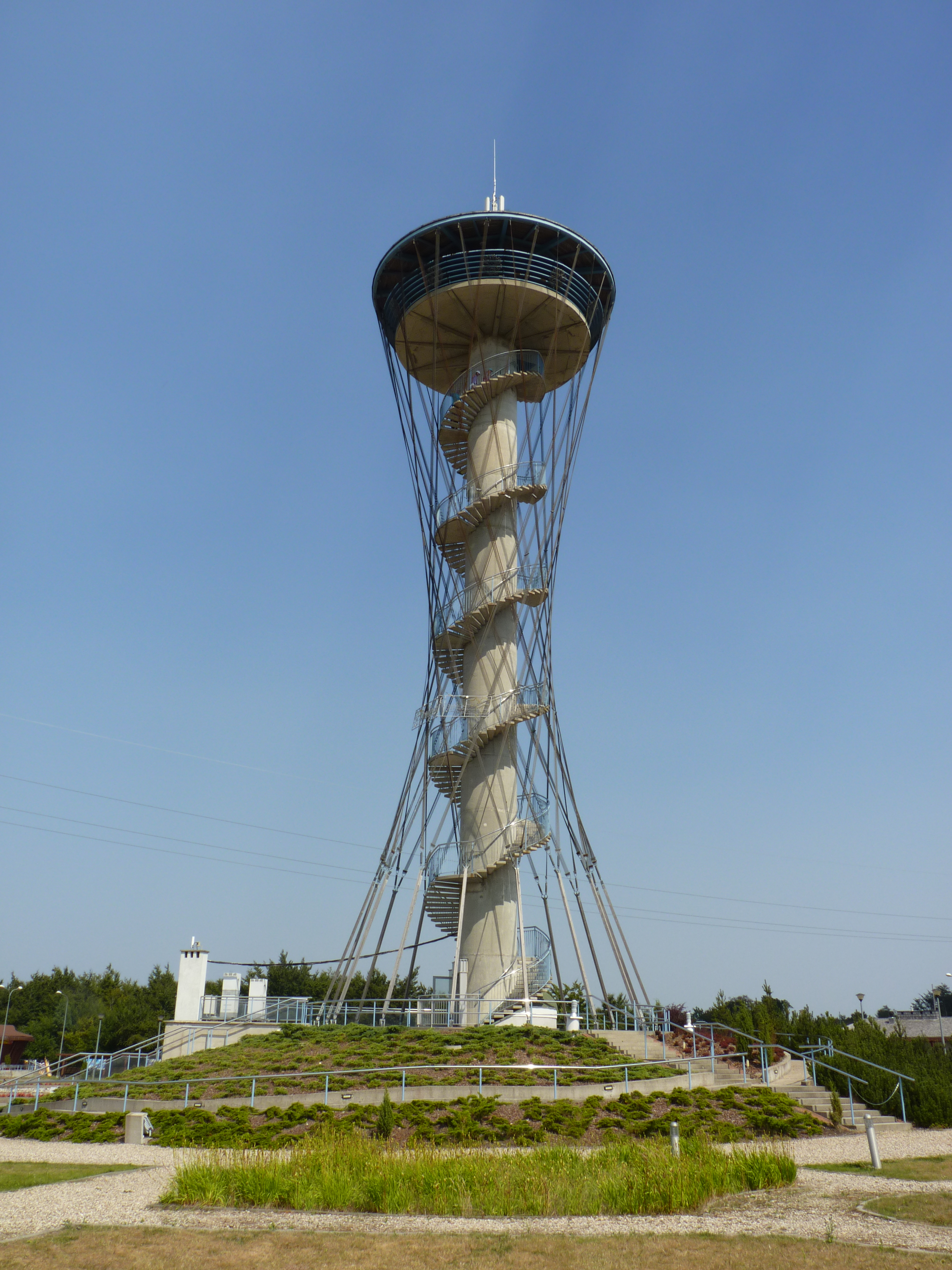